# Análisis ambiental

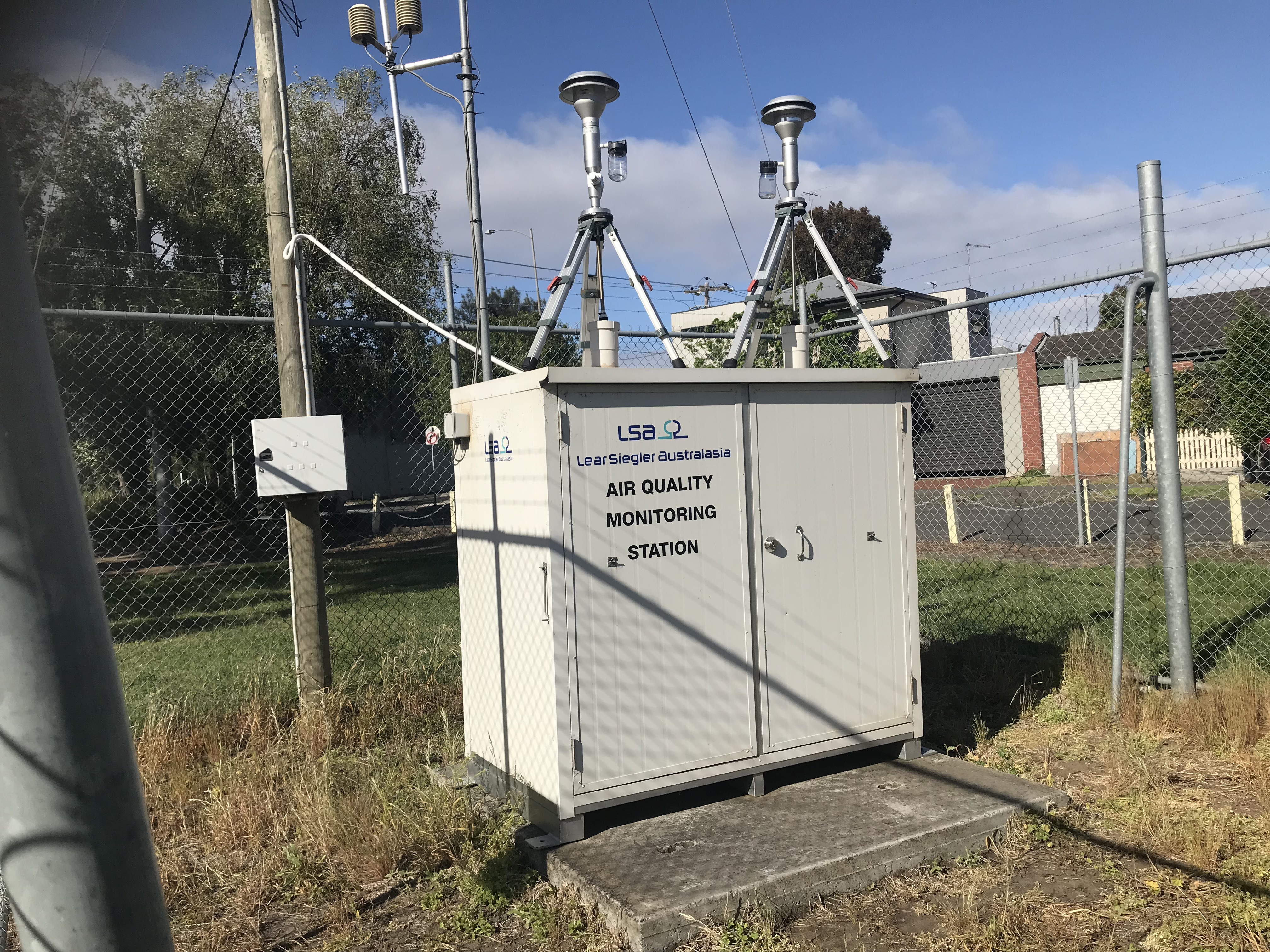
Estación de control de la calidad del aire urbano

El análisis ambiental, también análisis medioambiental, es el conjunto de procedimientos, métodos y técnicas utilizados para examinar y estudiar los factores químicos y biológicos que determinan la calidad del medio ambiente. El análisis medioambiental emplea diversas herramientas científicas, técnicas y estadísticas para estudiar y controlar  los niveles de contaminantes y otras sustancias nocivas en la atmósfera, ríos y otros entornos específicos,  así como para determinar las concentraciones naturales y de fondo de los componentes químicos en el medio ambiente. 
Entre las diversas técnicas utilizadas en el análisis ambiental se incluyen estudios biológicos o bioencuestas, análisis físicos y  químicos de suelos, aguas y atmósfera, estudios de vegetación, identificación de árboles y teledetección, mediante el empleo de satélites, para evaluar el medio ambiente en diferentes escalas espaciales.

## Técnicas de análisis
El análisis químico generalmente implica tomar una muestra de alguna parte del ambiente (rio, lago, terreno, etc.) y utilizar equipo de laboratorio adecuado para determinar la cantidad  de una determinada sustancia presente en ese medio. El análisis químico se puede utilizar para evaluar los niveles de contaminación con vistas a su remediación o para garantizar que el agua subterránea sea segura para beber, así como identificar amenazas potenciales para la salud humana y los ecosistemas naturales. 

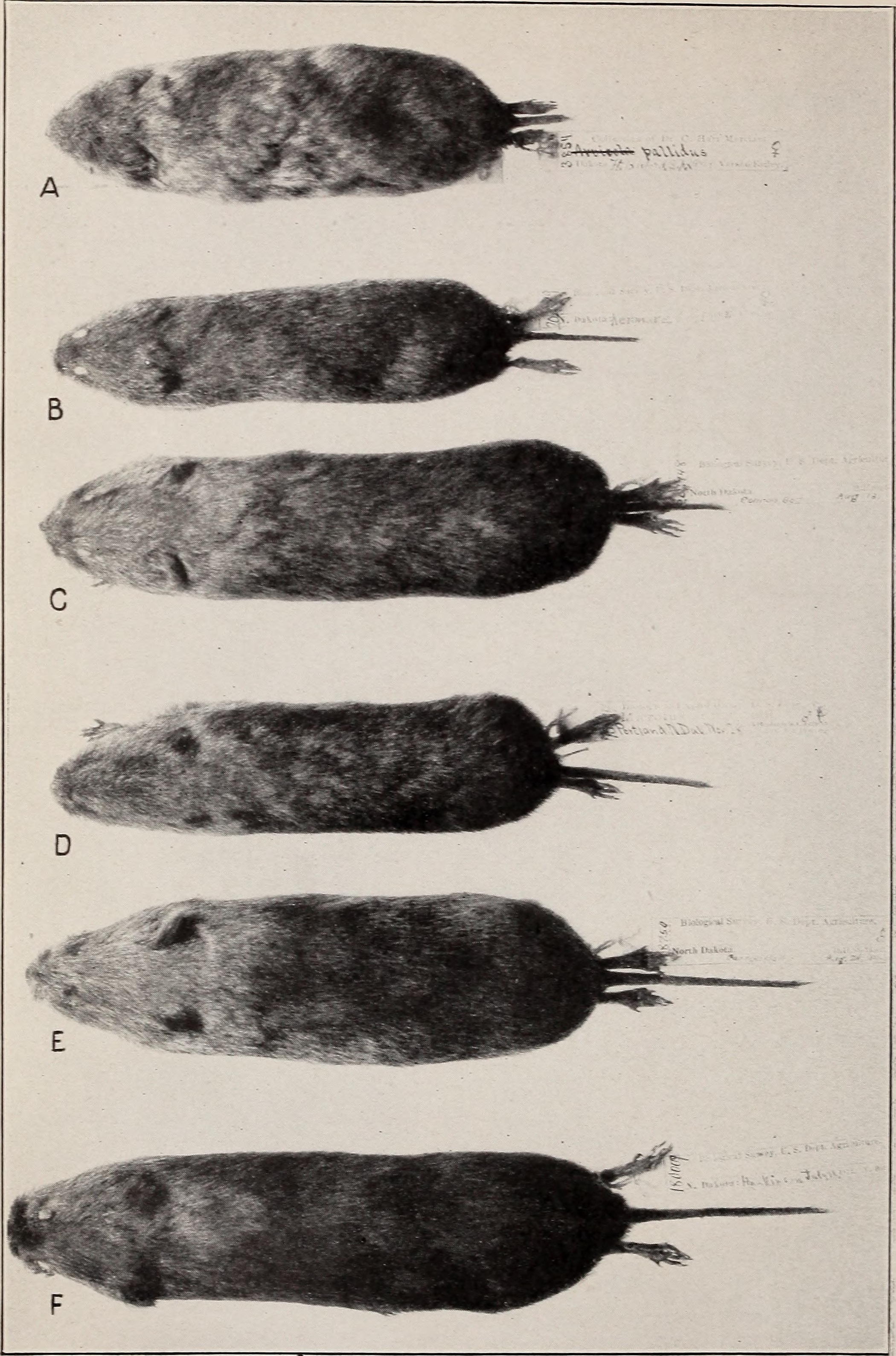
Ejemplo de estudio biológico (diferentes especies)

Los estudios biológicos generalmente incluyen una medición de la abundancia de una determinada especie dentro de un área determinada para confirmar información sobre el ecosistema por razones específicas. Análisis como este podrían utilizarse para intentar comprender la abundancia de especies o para observar cómo los efectos externos del medio ambiente afectan a un ecosistema. 
Los ensayos de suelo pueden implicar análisis químico, pero en muchos casos, también implican otros ensayos físicos, como la granulometría, densidad, contenido de humedad o textura de alguna sección de suelo. Es posible que se necesiten muestras de suelo para determinar si se puede construir en un sitio determinado, para establecer la consistencia del suelo en un área determinada, o para determinar la posible producción de cultivos considerando los niveles de nutrientes. 
Los estudios de vegetación son bastante similares a un bioestudio: es el proceso de establecer la abundancia de ciertas especies de plantas y árboles dentro de un área específica para  un mejor conocimiento más sobre el ecosistema. A menudo, esto se hace para comprender los efectos ecológicos de determinados factores externos o simplemente para establecer la salud general del ecosistema. 

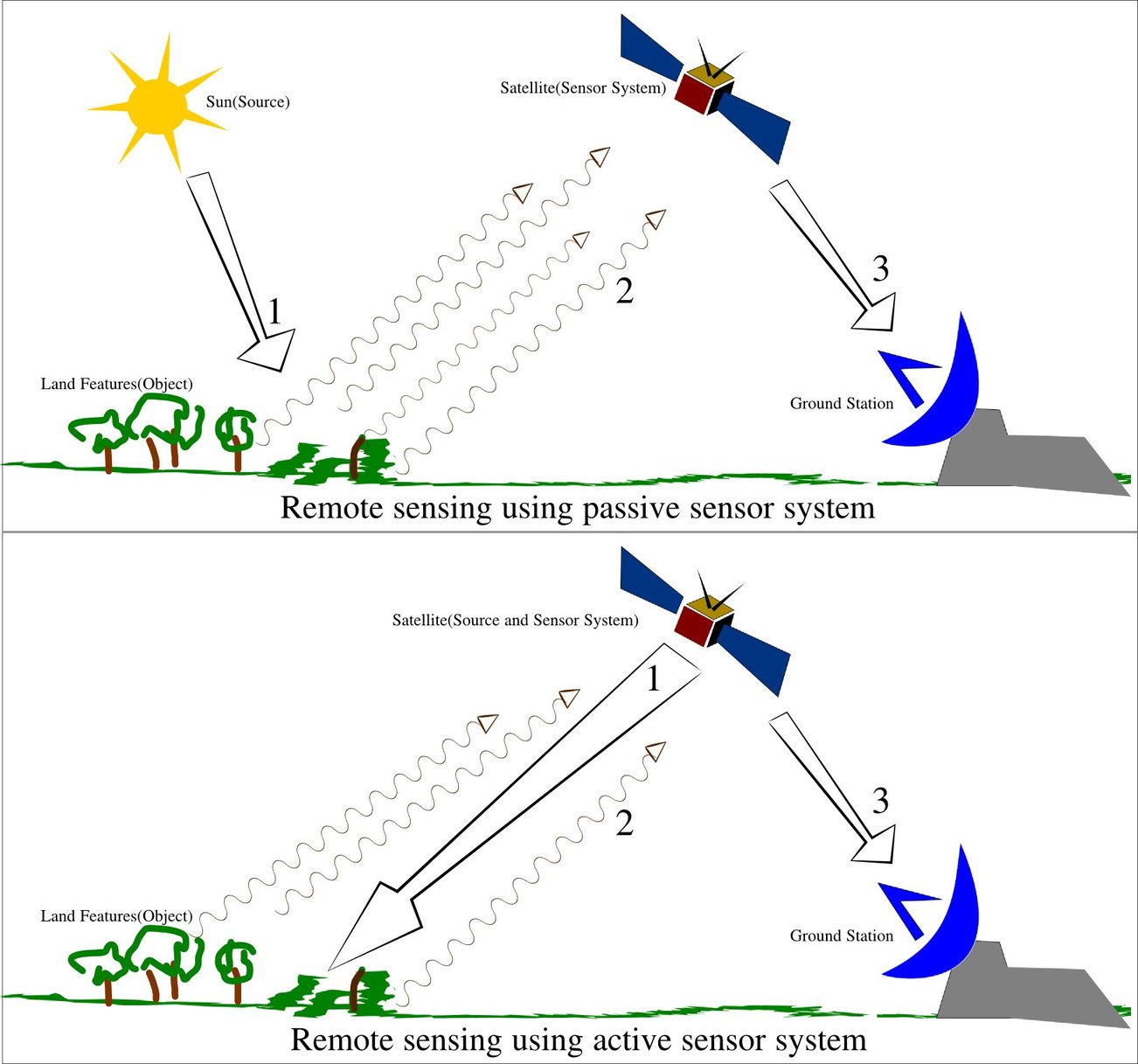
Ilustración de teledetección

La teledetección consiste en la toma de imágenes captadas por satélites en múltiples longitudes de onda para evaluar amplias áreas con diferentes objetivos, como la identificación del uso de la tierra, determinar los daños causados por los incendios forestales o inundaciones, para los sistemas meteorológicos y la meteorología, y también para la composición atmosférica.  Los recientes avances en el campo de la teledetección también han llevado al desarrollo de dispositivos autónomos para el análisis de parámetros físicos y químicos del medio ambiente utilizando sensores . 